# Манастир Брадача
Манастир Брадача је српски православни манастир који се налази недалеко од села Куле испод планине Кожух на брду Велики Бубањ, недалеко од регионалног пута Пожаревац-Петровац на Млави. Припада Браничевској епархији и манастирска црква из 13. века представља најстарији сакрални објекат у епархији, док је сам манастир датиран у 14. век.
Манастир је смештен у шумовитом пропланку у близини села Кула и Црљенац, испод планине Кожух на Великом Бубњу. Манастирски храм посвећен је Светом Ваведењу Пресвете Богородице. Слава манастира су Благовести.
Овај манастир, који поседује осам ари дворишта и 5,8 хектара шума, данас је активан и о њему брину монаси. У овом делу Србије велики значај придаје се светим и лековитим водама и изворима, на које се највише долази на црквене празнике. Један од извора за који се верује да је лековит налази се и у манастиру Брадача, познат као „Манастирски кладенац“, у народу назван још и „Светињица“.

## Историја
Најстарији помен манастира у српским писаним изворима потиче из половине 15. века уз напомену да је у то време Брадача био веома жив и активан манастир. На основу систематских археолошких истраживања спроведених 1985. и 1986. године установљено је да је објекат подигнут крајем 14. века. У Браничевском тефтеру из 1467. године помиње се манастир Раван у близини села Куле за који се мисли да би могао да буде Брадача, јер рекогносцирањем нису установљени остаци било каквог другог објекта у атару овог села. Девет година касније, у Смедеревском тефтеру записано је име манастира Брадаче.
У 16. веку помиње се игуман Панкратије, као старешина манастира Брадача по чијем је налогу писан један пролог. Крајем 17. века поред манастира пролази пећки патријарх Арсеније на путу за Браничево. Он га описује као запустео. Од тада па до почетка 19. века нема записа о манастиру. Обнова је започета 1990. године, па се може рећи да је манастир био у рушевинама више од два и по века.
Према предању Турци су једне године о Преображењу посекли све затечене посетиоце а манастир порушили и запалили. У народу је остала да живи прича како се на овај велики празник сваке године код манастира одржавао молитвени сабор. Долазили су људи из Стига, Пека, Млаве и Поморавља. Предање каже да су једне године на тај дан Турци ударили на манастир. Силан народ су погазили коњима и посекли сабљама, а светињу порушили и запалили.

## Легенда о постанку манастира
Народна легенда везује постанак манастира за народну песму „Бог ником дужан не остаје“ и страдање сестре Јелице које је описано у њему. Према песми, коњи су растргли сестру Јелицу коју је невино оптужила њена јетрва и тамо где су пале њене очи, руке, брада и она сама, настали су манастири:
- Сестрољин
- Рукумија
- Брадача
- Заова